# Teton County (Montana)
Teton County is een county in de Amerikaanse staat Montana.
De county heeft een landoppervlakte van 5.886 km² en telt 6.445 inwoners (volkstelling 2000). De hoofdplaats is Choteau.

## Bevolkingsontwikkeling

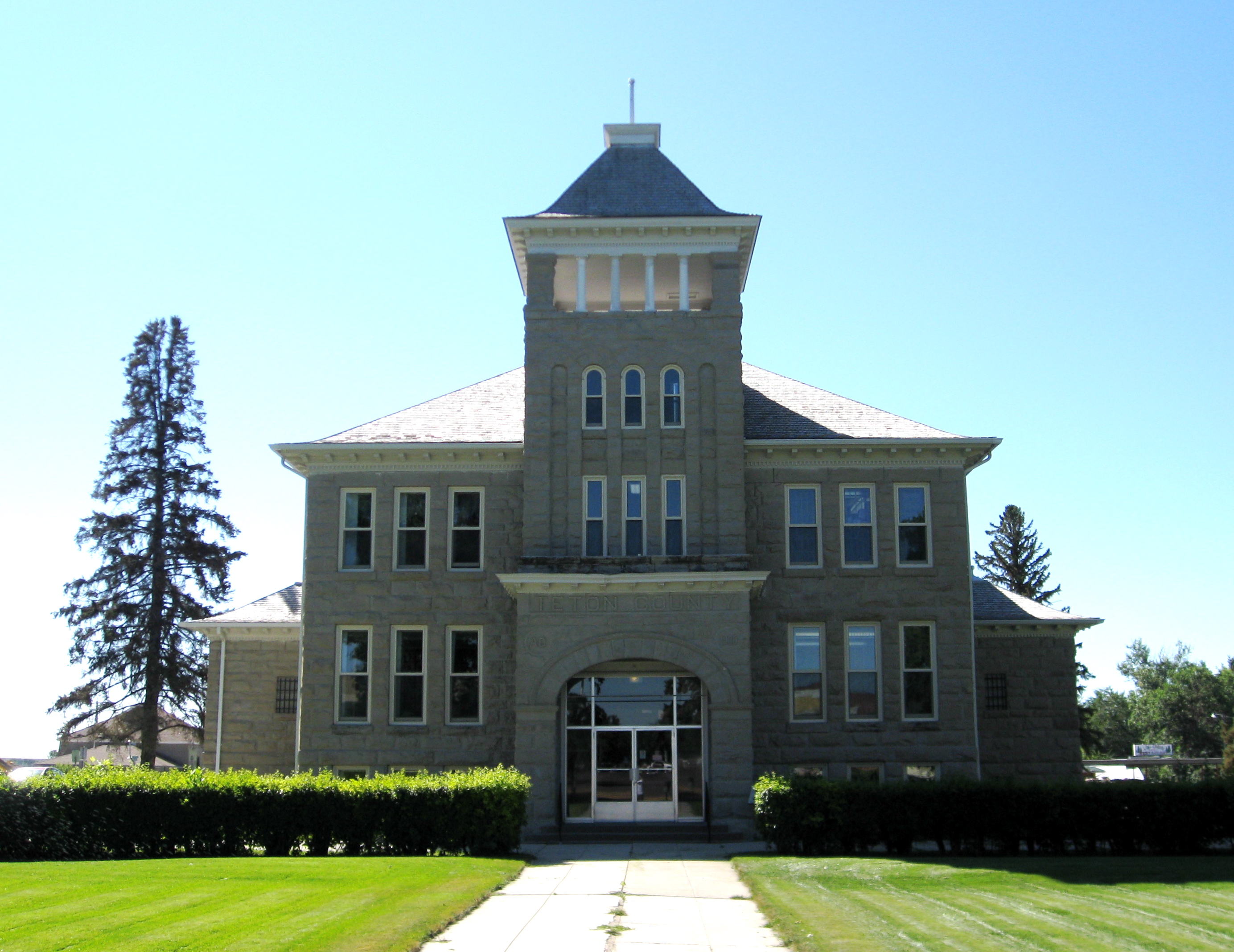
Teton County Courthouse